# 발싸개

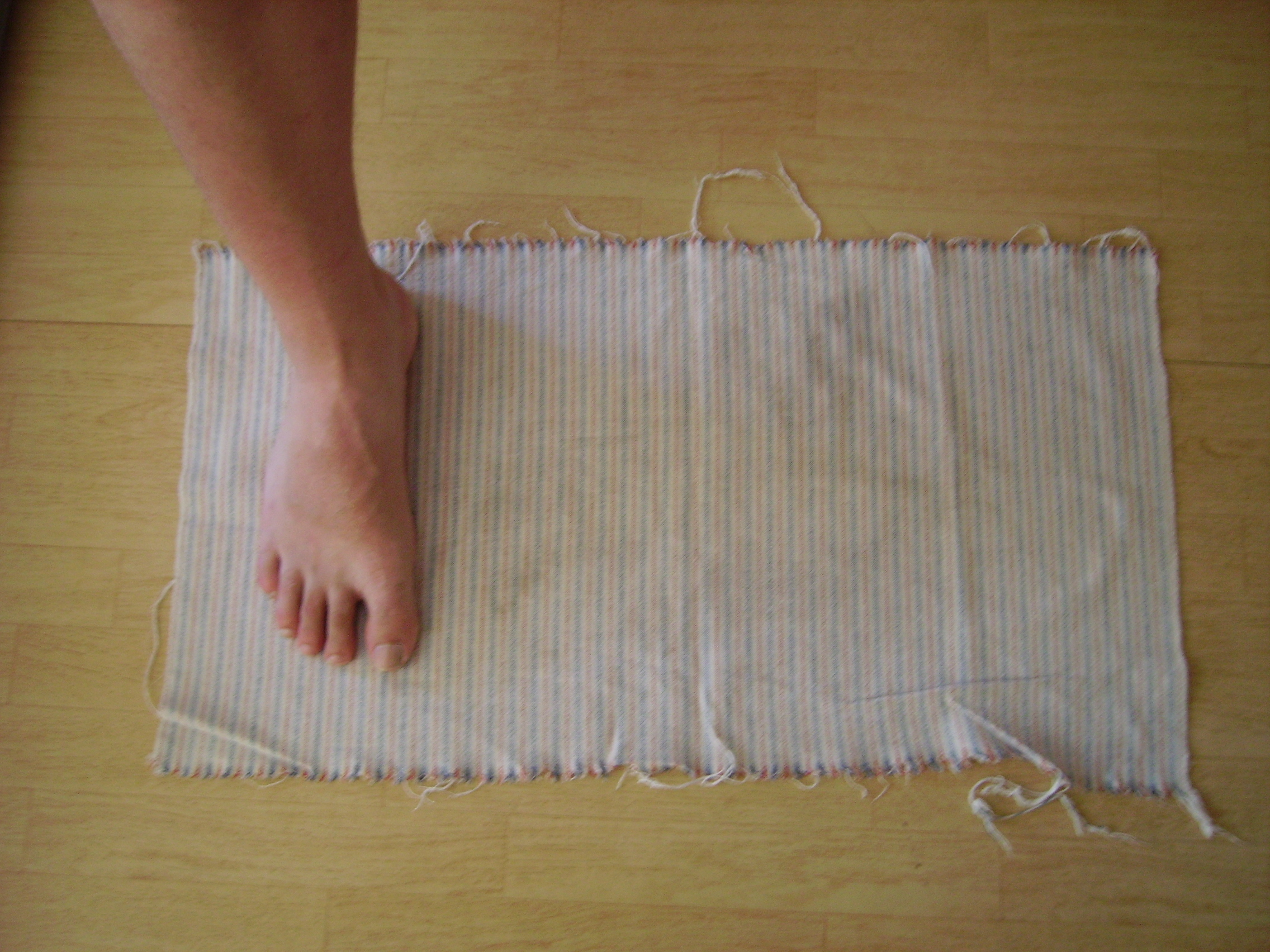
1990년대까지 사용했던 핀란드 육군의 발싸개

발싸개(영어: footwraps 또는 foot cloth, 독일어: Fußlappen, 러시아어: портянки 포르트얀키[*])는 발에 감싸는 헝겊이다. 풋웨어의 일종으로, 발이 신발 속의 마찰을 줄이고 땀을 흡수, 발이 신발과 잘 고정하는 기능을 수행한다. 발싸개는 양말의 대중화 이전에 장화와 함께 신었다. 동유럽 군인들 사이에 흔하였던 발싸개는 21세기까지 쓰였다.

## 개요

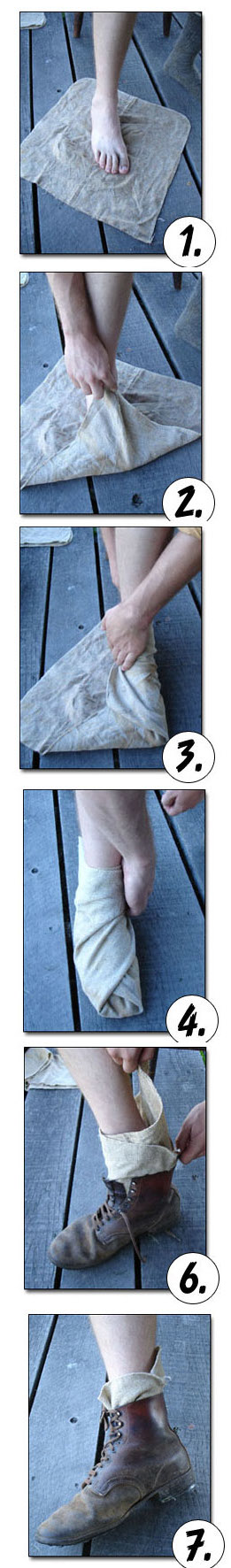
발싸개를 신는 방법

발싸개의 모양은 대체로 정사각형과 직사각형이다. 그러나 드물게 삼각형으로 된 발싸개도 있다. 발싸개는 정사각형일 경우에 면이 약 40cm로 길며 삼각형일 경우에 면이 약 75cm로 길다. 두께가 아주 앏은 헝겊은 정사각형, 직사각형, 그리고 삼각형으로 만들어 발싸개로 사용할 수가 있다. 러시아 육군의 옛 발싸개는 여름철에 플란넬로, 겨울철에 면으로 쓰인다.
발싸개는 여러 가지 장점이 있다.
- 제조비는 싸다.
- 간단하게 만들 수 있다.
- 급한 상황에서 즉석으로 만들 수 있다.
- 양말보다 빨리 마른다.
- 양말보다 덜 닳는다.
- 구멍이 있어도 발싸개를 다른 위치에 놓아서 구멍을 가릴 수 있다.

하지만 발싸개의 가장 큰 단점은 발에 대충 싼 상태에서 걷거나 달린다면 물집이나 상처가 빨리 생길 수 있다. 조심스럽게 발싸개로 발을 싸지 않는 이상 행진하거나 자주 움직일 때 발을 쉽게 다칠 수 있다. 그러한 이유로 발싸개를 사용하였던 군 교육관들은 발싸개를 바르게 신는 방법을 가르쳤다.
군인들이 오랫동안 발싸개를 바꾸든지 말리지 않는 상황의 군사활동을 한다면 발싸개는 악취가 심하게 난다. 러시아 군에서 활동하였던 재향 군인들은 옛날에 발싸개의 악취에 대해서 농담으로 자랑하였으며 그들의 악취났던 발싸개를 아무것도 모르는 적군에게 일종의 화학무기로 비유하였다.

## 군사적인 용도
발싸개는 역사를 통틀어 비록 민간인들이 오래전부터 양말로 대체했지만 최근까지도 군에서 지급하였고 군인들이 그것을 신었다. 20세기 이전에 양말과 스타킹은 장교들이 애용할 수 있을 정도로 주로 고급스러운 물품이였으며 장교 이하의 군인들은 발싸개를 이용할 수 밖에 없었던 상황이었다.

### 독일
프로이센 군인들도 발싸개를 신었다.

### 조선민주주의인민공화국
특무상사 이하는 아직도 발싸개를 사용한다.

## 같이 보기
- 양말